# بشکه (سردشت)
بشکه یک روستا در ایران است که در دهستان آلان واقع شده‌است.